# Ritratto di Filippo IV (Velázquez 1655)
Filippo IV è un dipinto a olio su tela (69x56 cm) realizzato nel 1655 dal pittore Diego Velázquez.
È conservato nel Museo del Prado di Madrid.
Di questo ritratto esiste un'altra versione conservata alla National Gallery di  Londra.

Le differenza fra i due dipinti si concentrano sulla vestizione: nella copia del Prado del  Filippo IV il vestito dipinto sembra essere un tessuto simile alla seta o di seta stessa, invece nella copia conservata a Londra l'abito sembra essere di panno o velluto ed il sovrano viene raffigurato con la collana dell'Ordine del Toson d'oro.